# Wikariat apostolski Salonik
Wikariat apostolski Salonik (łac. Apostolicus Vicariatus Thessalonicensis; gr. Αποστολικός Κλίμακας Θεσσαλονίκης) – wikariat apostolski obrządku łacińskiego w Kościele katolickim w Grecji w regionie Macedonii Środkowej ze stolicą w Salonikach. Erygowany 18 marca 1926, a od 15 lipca 1929 jest nieobsadzony (sede vacante). Siedziba wikariusza znajduje się przy katedrze Niepokalanego Poczęcia NMP w Salonikach.

## Wikariusze apostolscy
- 1927–1929: abp Alessandro Guidato
- 1929–1947: abp Giovanni Filippucci
  - administrator apostolski
- 1947–1950: abp Marcus Sigala
  - administrator apostolski
- 1950–1953: bp Georges Xenopulos SJ
  - administrator apostolski
- 1953–1959: abp Marius Macrionitis SJ
  - administrator apostolski
- 1959–1962: abp Venedictos Printesis
  - administrator apostolski
- 1969–1992: o. Dimitrios Roussos SJ
  - administrator apostolski
- 1992–2003: abp Andonios Wartalitis AA
  - administrator apostolski
- 2003–2020: abp Janis Spiteris OFMCap
  - administrator apostolski
- od 2021: abp Jeorjos Altuwas
  - administrator apostolski